# Лейпуте, Оринта
Оринта Лейпуте (лит. Orinta Leiputė; род. 19 января 1973, Каунас) — литовский политический и государственный деятель, депутат (2012—2016, с 2020) и заместитель председателя (с 2024) Сейма Литовской Республики.

## Биография
Родилась 19 января 1973 года в Каунасе, Литовская ССР, СССР.
В 1998 году окончила Клайпедский университет по специальности «педагогика», а в 2000 году получила степень магистра в Литовской академии физической культуры.
После окончания обучения стала преподавать в академии физической культуры, а также была организатором детских мероприятий и воспитателем в Каунасском центре опеки и образования. С 2006 по 2012 год была помощником депутата Сейма Бируте Весайте, а также работала в Каунасском городском совете. В 2012 году была назначена заместителем главы города.
На парламентских выборах 2012 года она была избрана членом Сейма Литовской Республики, сохраняя свой пост до 2016 года. В 2020 и 2024 годах ей вновь удалось победить на выборах.
14 ноября 2024 года она была назначена на пост заместителя председателя Сейма Литовской Республики.